# Danielle Bisutti
Danielle Bisutti (ur. 1 października 1976 w Los Angeles) – amerykańska aktorka i piosenkarka. Występowała w roli Amandy Cantwell w serialu Nickelodeon True Jackson. Wystąpiła także m.in. w takich serialach jak: Dharma i Greg, Życie na fali czy Czarodzieje z Waverly Place.

## Filmografia
Filmy
- 2013: Klątwa laleczki Chucky jako Barb
- 2010: No Greater Love jako Heather Stroud
- 2008: Dorwać Smarta jako pasażerka w samolocie
- 2007: Sąsiadka jako Floria Riamondi
- 2005: Wydział Venice Underground jako sekretarka Wexlera
- 2005: Downsizing jako Beatrix Schnabel
- 2004: Seeing Iris jako Iris Jones

Seriale
- 2010: Kości jako prezenterka telewizji
- 2008–2011: True Jackson jako Amanda Cantwell
- 2008: Czarodzieje z Waverly Place jako Mona Lisa
- 2003-2007: Życie na fali jako Joan
- 2003: Mów mi swatka jako Missy
- 2003: Dowody zbrodni jako pani Valentine - 1953
- 2003: Dwóch i pół jako Vicki
- 2002−2006: Prawie doskonali jako sprzedawczyni
- 2002−2003: Andy Richter – władca wszechświata jako urzędniczka
- 2002–2009: Bez śladu jako Teri Long
- 1998–2006: Czarodziejki jako pani z Jeziora